# Canto Coral Exsultate
O Canto Coral Exsultate, fundado em 1992, dedica-se especialmente ao repertório de Música Sacra de todos os períodos. Tem apresentado-se nos Teatros Municipais de São Paulo, Santos, e entre outros lugares, no MASP, no Memorial da América Latina, no Teatro Arthur Rubinstein do Clube A Hebraica, no 30º Festival de Inverno de Campos do Jordão, e em diversas igrejas, principalmente na Igreja Luterana da Paz. Desde 1995 tem sido acompanhado por diversos conjuntos musicais como a Orquestra Ars Instrumentalis de São Paulo, Orquestra de Câmara da UNESP, Orquestra de Câmara Porto Seguro, Orquestra de Câmara L'Estro Armonico, Orquestra Singônica de Ribeirão Preto, Jugendsinfonieorchester Stuttgart e, mais recentemente, a Orquestra Sinfonica Cultura, a USP Sinfonietta e a Orquestra Filarmônica de São Caetano do Sul.
Das obras que constam do repertório do coro destacam-se:
Oratórios de Natal e Páscoa, Paixão Segundo São Josão, Kyrie e Glória da Missa em si menor, Missa Luterana BWV 234 em lá maior, Motetos, o Magnificat e diversas cantatas, de J. S. Bach.

O Magnificat, de Carl Ph. Emanuel Bach;

Oratórios Saul e Messias, de G. F. Händel;

O Magnificat, de A. Vivaldi;

Salmos 22 e 42, Motetos e trechos do Oratório Elias, de F. Mendelssohn Bartholdy;

Motetos, Salmo 13 e trechos do Requiem Alemão, de J. Brahms;

Motetos, de Anton Bruckner;

Missa Gratias Agnus Tibi, de [Jan D. Zelenka],

O Stabat Mater, de [Amaral Vieira]

O Stabat Mater, de [Gioachino Rossini]

Conta com coralistas experientes e importantes solistas do cenário musical, e seu principal objetivo é trazer o prazer e a inspiração da boa música ao público. 
Desde 2002, está sob direção artística e regência do Maestro Hermes Coelho.